# Seniocare
Die SENIOcare AG war bis 2015 eine Schweizer Pflegeheimgruppe. Sie ist heute Teil der Tertianum AG, die dem Fonds Capvis Equity V LP gehört.
Zum Kaufzeitpunkt war Seniocare Betreiberin von 29 Alters- und Pflegeheimen. Sie beschäftigte über 1'200 Mitarbeitende und betreute mehr als 1'200 Bewohner. Das Unternehmen betrieb Wohn- und Pflegeheime in den Kantonen Zürich, Bern, Solothurn, St. Gallen, Thurgau, Graubünden, Appenzell Ausserrhoden und Aargau. Das Unternehmen bot eine Betreuung von pflegebedürftigen Menschen an. Das Angebot umfasste Pflege-Kompetenzen und -Dienstleistungen an allen Standorten, ergänzt durch altersgerechte Wohnungen mit Serviceangeboten an ausgewählten Standorten. 
Das Unternehmen wurde 1983 gegründet und eröffnete sein erstes Pflegeheim in Krummenau. Zwei Jahre später kaufte das Unternehmen ein Altersheim in Stadel und baute es zu einem Wohn- und Pflegeheim um. In der Folge wurden schwerpunktmässig in der Ostschweiz sowie in den Kantonen Bern und Zürich weitere Wohn- und Pflegeheime eröffnet. 